# سرطان حساس للهرمونات
السرطان الحساس للهرمونات (بالإنجليزية: Hormone-sensitive cancer) ويُسمى أيضاً السرطان المُعتمد على الهرمونات، هو نوع من السرطانات يعتمد على الهرمونات للنمو أو/ والبقاء.
من الأمثلة عليه سرطان الثدي الذي يعتمد على الإستروجينات مثل الإستراديول، سرطان البروستاتا الذي يعتمد على الأندروجين مثل التستوستيرون.